# 明日的天空
《明日的天空》（日語：あしたの空），是日本女子樂團SPEED的第15張單曲。2008年11月12日發行。是SPEED在完全復活之後的首張單曲。
自2003年「期間限定」再結成時的《Walking in the rain/Stars to shine again》之後5年首次發行單曲。單曲分為CD和CD+DVD兩種版本，是SPEED的單曲中首次。
單曲主歌《明日的天空》被用作與同屬VISION FACTORY事務所的觀月亞里莎主演的電視劇《OL日本》的主題曲。歌曲充滿勵志色彩，製作人伊秩弘將表示這首歌是為了表達在充滿激變和社會問題的今日，還是必須要相信自己、相信明天。
在Oricon週榜最高排行第3位；在榜期間銷量為7.52萬張。獲得日本唱片業協會的金唱片認證。

## 收錄曲目

### CD
1. 明日的天空
  - 作詞、作曲：伊秩弘將；編曲：U-key zone、中山聰

日本電視台系電視劇《OL日本》主題曲。
2. SOMETHING NEW
  - 作詞、作曲：伊秩弘將；編曲：佐久間誠、中山聰
3. White Love～STEADY～Body & Soul 2008
  - 作詞、作曲：伊秩弘将；編曲：水島康貴

3首歌的音源與原曲有部分差異
4. 明日的天空 (Instrumental)
5. SOMETHING NEW (Instrumental)
6. White Love～STEADY～Body & Soul 2008 (Instrumental)

### DVD
1. 明日的天空(Video Clip)
2. OFF SHOT

## 外部連結
- 明日的天空（CD＋DVD）
- 明日的天空（CD only）